# Jon Tuck
Jonathan Cruz Tuck (Chalan Pago-Ordot, 28 de agosto de 1984) é um lutador de Artes marciais mistas nacional de Guam, atualmente compete no Peso Leve do Ultimate Fighting Championship. Tuck é o primeiro lutador de Guam à entrar para o UFC.

## Carreira no MMA

### Começo da carreira
Tuck começou a lutar em 2007, conseguindo uma vitória sobre Joe Nauta por Finalização no primeiro round. Sua segunda luta foi contra John Salas, e venceu por Nocaute Técnico.
Em 17 de Novembro de 2007 Tuck fez sua estréia no Pacific Xtreme Combat contra Giovanni Sablan. Ele mostrou suas habilidades no chão ao derrotar Sablan por Finalização. Após um ano fora, Tuck voltou a lutar. Ele derrotou Thomas Calvo por Finalização no primeiro round.
Em 21 de Novembro de 2009 ele fez sua estréia no Gorilla Warfare, em uma Superluta, seu adversário era o Campeão Meio Médio do URCC e Campeão do Martial Combat Champion Eduard Folayang. Ele venceu Folayang por Nocaute em 8 segundos.

### Jiu Jitsu Brasileiro
Tuck competiu na Compa Mundial de Jiu Jitsu. Ele ganhou uma medalha de ouro na luta contra Mohammed Naser na divisão dos Leve Aberto, e foi o segundo na categoria abaixo de 78 kg.

### Volta ao MMA
Após competir em campeonatos de Jiu Jitsu por todo o mundo, Tuck finalmente retornou para o MMA, derrotando o ex-lutador do Strikeforce Tristan Arenal. Tuck foi atingido com alguns socos, porém manteve a calma e no meio do primeiro round conseguiu uma queda. Ele nocauteou Arenal com socos no ground and pound.

### The Ultimate Fighter
Tuck perdeu por Decisão Unânime para Al Iaquinta no round de abertura do The Ultimate Fighter: Live.

### Ultimate Fighting Championship
Tuck fez sua estréia no UFC com sucesso ao vencer Zhang Tiequan por Decisão Unânime em 10 de Novembro de 2012 no UFC on Fuel TV: Franklin vs. Le.
Tuck era esperado para enfrentar Norman Parke em 20 de Abril de 2013 no UFC on Fox: Henderson vs. Melendez, porém uma lesão o tirou do evento.
A luta entre Tuck e Parke foi remarcada para 26 de Outubro de 2013 no UFC Fight Night: Machida vs. Muñoz e Tuck perdeu por decisão unânime, essa foi a primeira derrota profissional de Tuck.
Tuck era esperado para enfrentar Yosdenis Cedeno em 7 de Junho de 2014 no UFC Fight Night: Henderson vs. Khabilov. Porém, uma lesão tirou Cedeno da luta, sendo substituído por Jake Lindsey. Ele venceu por finalização com um golpe com o calcanhar na costela do adversário no terceiro round.
Tuck foi derrotado Kevin Lee no UFC 178 em 27 de Setembro de 2014 por decisão unânime.
Tuck enfrentou o invicto Josh Emmett em 08 de Maio de 2016 no UFC Fight Night: Overeem vs. Arlovski. ele perdeu por decisão dividida.

## Cartel no MMA
| Cartel no MMA   |            |            |
| 13 lutas        | 9 vitórias | 4 derrotas |
| Por nocaute     | 3          | 0          |
| Por finalização | 5          | 0          |
| Por decisão     | 1          | 4          |

| Res.    | Cartel | Oponente        | Método                               | Evento                                  | Data       | Round | Tempo | Local                   | Notas                               |
| ------- | ------ | --------------- | ------------------------------------ | --------------------------------------- | ---------- | ----- | ----- | ----------------------- | ----------------------------------- |
| Derrota | 10-5   | Drew Dober      | Decisão (unânime)                    | UFC Fight Night: Gaethje vs. Vick       | 25/08/2018 | 3     | 5:00  | Lincoln, Nebraska       |                                     |
| Vitória | 10-4   | Takanori Gomi   | Finalização (mata leão)              | UFC Fight Night: Holm vs. Correia       | 17/06/2017 | 1     | 1:12  | Kallang                 |                                     |
| Derrota | 9-4    | Damien Brown    | Decisão (dividida)                   | UFC Fight Night: Whittaker vs. Brunson  | 27/11/2016 | 3     | 5:00  | Melbourne               |                                     |
| Derrota | 9-3    | Josh Emmett     | Decisão (dividida)                   | UFC Fight Night: Overeem vs. Arlovski   | 08/05/2016 | 3     | 5:00  | Roterdã                 |                                     |
| Vitória | 9-2    | Tae Hyun Bang   | Finalização (mata leão)              | UFC Fight Night: Edgar vs. Faber        | 16/05/2015 | 1     | 3:56  | Manila                  | Performance da Noite.               |
| Derrota | 8-2    | Kevin Lee       | Decisão (unânime)                    | UFC 178: Johnson vs. Cariaso            | 27/09/2014 | 3     | 5:00  | Las Vegas, Nevada       |                                     |
| Vitória | 8-1    | Jake Lindsey    | Nocaute Técnico (desistência verbal) | UFC Fight Night: Henderson vs. Khabilov | 07/06/2014 | 3     | 2:47  | Albuquerque, New Mexico |                                     |
| Derrota | 7-1    | Norman Parke    | Decisão (unânime)                    | UFC Fight Night: Machida vs. Muñoz      | 26/10/2013 | 3     | 5:00  | Manchester              |                                     |
| Vitória | 7-0    | Zhang Tiequan   | Decisão (unânime)                    | UFC on Fuel TV: Franklin vs. Le         | 10/11/2012 | 3     | 5:00  | Cotai                   |                                     |
| Vitória | 6-0    | Tristan Arenal  | Nocaute (socos)                      | PXC- Pacific Xtreme Combat 28           | 26/11/2011 | 1     | 3:47  | Pasig                   | Chance pelo Título dos Leves do PXC |
| Vitória | 5-0    | Eduard Folayang | Nocaute (soco)                       | Gorilla Warfare 3-Confrontation         | 21/11/2009 | 1     | 0:08  | Saipan                  |                                     |
| Vitória | 4-0    | Thomas Calvo    | Finalização (mata leão)              | PXC 17- Fearless                        | 27/03/2009 | 1     | 1:58  | Mangilao                |                                     |
| Vitória | 3-0    | Giovanni Sablan | Finalização (mata leão)              | PXC 13- Back from the dead              | 17/11/2007 | 1     | N/A   | Mangilao                |                                     |
| Vitória | 2-0    | John Salas      | Nocaute Técnico (interrupção médica) | Gerran Haga- Blood Wars 2               | 28/05/2007 | 1     | 5:00  | Hagåtña                 |                                     |
| Vitória | 1-0    | Joe Neuta       | Finalização (mata leão)              | Gerran Haga- Blood Wars 1               | 09/02/2007 | 1     | 2:13  | Agana                   |                                     |

### Cartel de exibição no MMA
| Cartel no MMA   |           |           |
| 1 luta          | 0 vitória | 1 derrota |
| Por nocaute     | 0         | 0         |
| Por finalização | 0         | 0         |
| Por decisão     | 0         | 1         |

| Res.    | Cartel | Oponente    | Método            | Evento                     | Data       | Round | Tempo | Local             | Notas                     |
| ------- | ------ | ----------- | ----------------- | -------------------------- | ---------- | ----- | ----- | ----------------- | ------------------------- |
| Derrota | 0-1    | Al Iaquinta | Decisão (unânime) | The Ultimate Fighter: Live | 09/03/2012 | 1     | 5:00  | Las Vegas, Nevada | Round de abertura do TUF. |